# Thénioux
Thénioux település Franciaországban, Cher megyében. Lakosainak száma 666 fő (2022. január 1.). Thénioux Méry-sur-Cher, Saint-Georges-sur-la-Prée, Châtres-sur-Cher, Maray és Theillay községekkel határos.

## Népesség
A település népessége az elmúlt években az alábbi módon változott:
| Lakosok száma | 507  | 584  | 600  | 591  | 681  | 669  | 664  | 663  | 662  | 666  |
|               | 1968 | 1982 | 1990 | 2006 | 2013 | 2015 | 2017 | 2019 | 2020 | 2022 |